# Buchholz (Segeberg)
Buchholz è un territorio extracomunale dello Schleswig-Holstein, in Germania.
Appartiene al circondario (Kreis) di Segeberg (targa SE) ed è parte della comunità amministrativa (Amt) di Leezen.
1. ↑  Ente statistico dello Schleswig-Holstein - Dati sulla popolazione